# Polifiletikus csoport

A madarak és az emlősök, vagyis a "meleg vérű állatok" polifiletikus csoportot alkotnak.

A biológiai rendszertanban polifilumnak vagy polifiletikus csoportnak nevezzük az olyan taxonómiai vagy az élőlények egyes hasonló jellemvonásain alapuló csoportot, amely több ősre vezethető vissza, tagjainak hasonló tulajdonságai egymástól teljesen függetlenül jöttek létre – párhuzamos evolúció vagy konvergens evolúció során.
A függetlenül kialakult hasonló jelleg(ek)kel rendelkező csoportok esetében a homoplázia jelenségéről beszélünk. Ez esetben a tulajdonságbeli megegyezés nem a közös leszármazás bizonyítéka.
Azon élőlények összessége, melynek minden tagja visszavezethető egyetlen törzsfajra, monofiletikus csoportot alkot, amennyiben pedig a csoport a legközelebbi közös ősnek nem az összes leszármazottját tartalmazza, akkor parafiletikus csoportról beszélünk.
A modern filogenetikus rendszertan kizárja a polifiletikus csoportok taxonként való alkalmazását.

## Példa polifiletikus csoportokra
- Melegvérű (azaz állandó testhőmérsékletű) állatok: madarak és emlősök.
- Röpképes állatok: a rovarok egy része, a madarak nagy része, az emlősök kis része (denevérek). Az előzőekkel időben nem egyeztethető össze, de ilyen volt a már kihalt Pterosauria csoport is.
  - Röpképes gerincesek: madarak és denevérek.
- Hólyagszemmel rendelkező állatok: a fejlett gerinchúrosok és a fejlett puhatestűek.
- Tengeri emlősök: cetek alrendága és tengeritehenek rendje, valamint a ragadozók rendjén belül az úszólábúak öregcsaládja.
- Fotoszintézisre képes élőlények: növények és egyes baktériumok.

## Lásd még
- Monofiletikus csoport
- Parafiletikus csoport
- Klád
- Taxon